# Kolpotocheirodon figueiredoi
Kolpotocheirodon figueiredoi és una espècie de peix de la família dels caràcids i de l'ordre dels caraciformes.

## Morfologia
- Tant els mascles com les femelles poden assolir 3,1 cm de llargària total.[3]

## Hàbitat
Viu en zones de clima tropical.

## Distribució geogràfica
Es troba a Sud-amèrica: riu Pratinha a la conca del riu Paraguaçu (Brasil).